# Вінковці
Вінковці (хорв. Vinkovci, нім. Winkowitz, угор. Vinkovce) — місто в Хорватії, в області Славонія, належить до Вуковарсько-Сремської жупанії. Важливий транспортний вузол, особливо для залізничного сполучення. Більшість населення становлять хорвати (88,99%).

## Географія
Місто Вінковці розташоване на північно-східному краю хорватської області Славонія і самої Хорватії, між Дунаєм та Савою, уздовж річки Босут.
Місто і його широка приміська зона розташовані на висоті 78-125 м над рівнем моря, займаючи площу 102,805 га, з яких 60,623 га — орні землі і 29 149 га — здебільшого дубові і ясенові ліси. Клімат — м'який, континентальний із достатньою кількістю і сприятливим розподілом опадів.
Місто простягається уздовж Босутської рівнини та автотраси і залізничної гілки, які з'єднують Західну Європу з Далеким Сходом і Центральну Європу з виходом до Адріатичного моря.

## Історія
Територія міста була безперервно заселена ще з доби неоліту, тому Вінковці можна з повним правом вважати одним з найдавніших поселень у цій частині Європи. 

### Праісторія
Археологічні розкопки у Вінковцях показали існування ранньої фази Старчево культури неоліту 7000 років тому. У ранній Залізній добі район міста населяли іллірійці, а в пізній — кельти, які незабаром злилися з іллірійцями.

### Антична доба
За римлян місто було відоме як Colonia Aurelia Cibalae, а також як батьківщина римських імператорів Валентиніана I і Валента. Донині під землею збереглися римські терми, як і кілька інших римських будівель, розташованих неподалік центру сьогоднішніх Вінковців .

### Середньовіччя і новий час
Місто входило до складу Османської імперії з 1526 по 1687 рік і адміністративно підпорядковувалося Сремському санджаку, центром якого було місто Сремська Митровиця (тур. Dimitrofça), що в свою чергу входив у Будинський еялет.
У 1687 році Вінковці були захоплені Габсбурзькою імперією і залишалися там згідно з Карловицьким договором 1699 року. Під владою Габсбургів місто перебувало до 1918 року.

### Новітня історія
З 1941 по 1945 рік Вінковці були у складі Незалежної Держави Хорватія, адміністративно належачи до великої жупи Вука. З 17 квітня 1944 року місто сильно бомбили союзники через його важливе транспортне значення.
1970 року місті відбувся сильний за складом шаховий турнір (серед учасників: Глігорич, Бронштейн, Петросян, Горт, Тайманов). Перше місце посів Бент Ларсен.
Місто та його околиці неабияк потерпіло від хорватської війни за незалежність. Вінковці були близько до ліній фронту між Республікою Хорватія та сербськими заколотниками, але місту вдалось уникнути долі Вуковара (в сумновідомій битві за Вуковар). Східні дільниці міста було істотно пошкоджено обстрілами, а прилегле село Церич було майже повністю зруйновано. Найзначнішого руйнування в центрі міста зазнали міська бібліотека, яка згоріла дощенту, суди, католицькі і православні церкви, обидві лікарні, театр, два кінотеатри і безліч підприємств та заводів.
У грудні 1995 р. залізнична станція Вінковці служила базою розвантаження для 1-ї бронетанкової дивізії Армії Сполучених Штатів на її шляху до міста Жупаня для переправи через річку Сава в Боснію в рамках операції «Спільне зусилля».
У місцевих казармах «Босут» хорватські сухопутні війська розмістили штаб-квартиру своєї Гвардійської танково-механізованої бригади. Нинішню бригаду було сформовано в 2007 році і вона містить у собі дві колишні гвардійські бригади (3-ю і 5-у), а також низку інших підрозділів, утворених під час війни за незалежність.

## Населення
Населення громади за даними перепису 2011 року становило 35 312 осіб, 4 з яких назвали рідною українську мову. Населення самого міста становило 32 029 осіб.
Динаміка чисельності населення громади:
Динаміка чисельності населення міста:

## Населені пункти
Крім міста Винковці, до громади також входять Мирковці.

## Клімат
Середня річна температура становить 11,18 °C, середня максимальна – 25,59 °C, а середня мінімальна – -5,95 °C. Середня річна кількість опадів – 687 мм.
| Клімат міста                                  | Клімат міста | Клімат міста | Клімат міста | Клімат міста | Клімат міста | Клімат міста | Клімат міста | Клімат міста | Клімат міста | Клімат міста | Клімат міста | Клімат міста | Клімат міста |
| Показник                                      | Січ.         | Лют.         | Бер.         | Квіт.        | Трав.        | Черв.        | Лип.         | Серп.        | Вер.         | Жовт.        | Лист.        | Груд.        |              |
| Середній максимум, °C                         | 6,00         | 8,06         | 12,64        | 17,30        | 22,63        | 25,59        | 25,25        | 24,98        | 20,92        | 15,40        | 9,50         | 5,50         |              |
| Середня температура, °C                       | 0,04         | 2,08         | 6,66         | 11,31        | 16,65        | 19,62        | 21,27        | 21,03        | 16,95        | 11,42        | 5,54         | 1,54         |              |
| Середній мінімум, °C                          | −5,95        | −3,9         | 0,68         | 5,34         | 10,66        | 13,64        | 17,32        | 17,06        | 12,99        | 7,45         | 1,57         | −2,41        |              |
| Норма опадів, мм                              | 44           | 40           | 43           | 54           | 63           | 88           | 69           | 63           | 51           | 56           | 63           | 53           |              |
| Середньомісячна швидкість вітру, м/с          | 2.16         | 2.40         | 2.72         | 2.60         | 2.33         | 2.13         | 2.10         | 1.94         | 1.90         | 2.06         | 2.14         | 2.20         |              |
| Середньомісячна сонячна радіація, кДж/м²·день | 4325         | 7019         | 11027        | 15558        | 19344        | 21448        | 22278        | 20442        | 15138        | 9535         | 4923         | 3643         |              |
| --------------------------------------------- | ------------ | ------------ | ------------ | ------------ | ------------ | ------------ | ------------ | ------------ | ------------ | ------------ | ------------ | ------------ | ------------ |
| Джерело:                                      |              |              |              |              |              |              |              |              |              |              |              |              |              |

## Відомі особистості
У поселенні народилися:
- Валентиніан I (321—375) — римський імператор західної частини імперії з 26 лютого 364 року по 17 листопада 375 року.
- Флавій Юлій Валент (328—378) — римський імператор з 28 березня 364 по 9 серпня 378 року.
- Фердо Шишич (1869—1940) — видатний хорватський історіограф
- Іван Козарац — хорватський письменник
- Йосип Козарац — хорватський письменник
- Йосип Рунянин — хорватський композитор, автор мелодії хорватського національного гімну.
- Іван Бошняк (* 1979) — хорватський футболіст
- Саша Дракулич (* 1972) — сербський футболіст
- Мірко Філіпович (* 1974) — хорватський борець, спецпризначенець

У поселенні померли:
- Матія Антун Релькович — хорватський письменник
- Івиця Чуляк — хорватський панк-співак